# CDゴドイ・クルス・アントニオ・トンバ
クルブ・デポルティーボ・ゴドイ・クルス・アントニオ・トンバ（スペイン語: Club Deportivo Godoy Cruz Antonio Tomba）は、アルゼンチンの中西部、メンドーサ州の都市ゴドイ・クルスに本拠地を置くスポーツクラブである。サッカーチームがもっともよく知られているが、バスケットボール、ハンドボール、フィールドホッケー、テニス、バレーボールのチームも抱えている。サッカーチームはリーガ・プロフェシオナル（1部）に所属している。

## 歴史

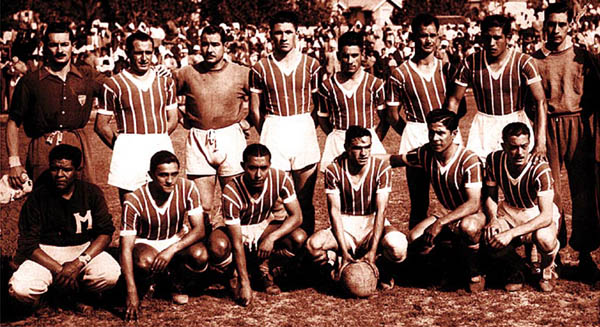
1954年のチーム

1921年6月21日、スポルティーボ・ゴドイ・クルスという名称で設立された。1930年4月30日、DBアントニオ・トンバと合併してCDゴドイ・クルス・アントニオ・トンバに名称変更された。1959年、14,000人収容のホームスタジアムのエスタディオ・フェリシアーノ・ガンバルテが建設され、ラ・ボデーガ（La Bodega、ワインセラー）という愛称で呼ばれた。1965年の親善試合ではボカ・ジュニアーズに4-0で、1997年の親善試合ではCAリーベル・プレートにも同スコアで勝利し、これらの試合はファンの間で語り草となっている。メンドーサ州選手権では1944年、1947年、1950年、1951年、1954年、1968年に優勝し、1989年と1990年と1994年には全国規模のトルネオ・デル・インテリオール（現存せず）に出場した。1994年にはトルネオ・デル・インテリオールで優勝し、プリメーラB・ナシオナル（2部）に昇格した。プリメーラB・ナシオナルで10シーズンを過ごし、2005-06シーズンには決勝でCAヌエバ・チカゴを破ってクラブ初のプリメーラ・ディビシオン（1部）昇格を決めた。
2006年9月9日のCAベルグラーノ戦(1-1)で、20歳のエンソ・ペレスがプリメーラ・ディビシオンでのクラブ初得点を決めた。2006アペルトゥーラは18位と苦しみ、クラウスーラ2007は10位と持ち直したが、2006-07シーズン終了後には過去3シーズン（ゴドイ・クルスの場合は過去1シーズン）の獲得勝ち点率が20クラブ中18位となった。自動降格は免れたものの、昇降格プレーオフではCAウラカンに2試合合計5-2で敗れ、プリメーラB・ナシオナル降格となった。しかしプリメーラB・ナシオナルにいたのはわずか1シーズンであり、2007-08シーズンはCAサン・マルティンに次ぐ2位でプリメーラ・ディビシオン昇格を決めた。2010年1月、それまでトップリーグのクラブを率いた経験がない39歳のオマール・アサード監督が就任し、2010クラウスーラでは優勝争いに絡む健闘を見せた。アルゼンチンサッカー協会に間接的に加盟しているクラブ（ブエノスアイレス自治市、大ブエノスアイレス都市圏、ロサリオ、サンタフェ以外に本拠地を置くクラブ）では最高となる勝ち点37を獲得し、3位となった。2010-11シーズンも躍進のシーズンとなった。アペルトゥーラ2010では5位、クラウスーラ2011では3位となり、2010年（暦年）の通算成績3位でコパ・リベルタドーレス出場権を獲得した。2011年前半にはコパ・リベルタドーレスに出場し、グループリーグではLDUキト（エクアドル）、CAペニャロール（ウルグアイ）、CAインデペンディエンテ（アルゼンチン）と同組となった。2勝1分3敗でグループ最下位に終わったが、グループ首位から最下位まで勝ち点3の混戦だった。2011年9月10日のCAオール・ボーイズ戦では6-1の大勝を収めている。2011年後半にはコパ・スダメリカーナに出場し、2回戦でCAラヌースを破ったが、決勝トーナメント1回戦ではウニベルシタリオ・デポルテス（ペルー）にPK戦の末に敗れた。2012年にもコパ・リベルタドーレスに出場し、ウニベルシダ・デ・チレ（チリ）、アトレティコ・ナシオナル（コロンビア）、ペニャロールと同組となった。ホームでのペニャロール戦には勝利したが、1勝2分3敗の勝ち点5でグループ3位に終わった。2012年11月にはマルティン・パレルモが監督に就任し、ロベルト・アボンダンシェリがコーチに就任した。

## 愛称
クラブ名に由来するエル・トンバ（El Tomba）またはボデゲーロ（Bodeguero、ワインセラーのオーナーの意）という愛称を持つ。ボデゲーロという愛称は、前身クラブのひとつであるDBアントニオ・トンバ（Deportivo Bodega Antonio Tomba、クラブ名称そのものが「ワインセラー・スポーツクラブ」）がワインを販売する活動もしていたことに由来する。またスタジアムの近くに鉄道が通っていることから、エル・エスプレソ（El Expreso、急行列車）という愛称も持っている。

## タイトル
- プリメーラB・ナシオナル (1) : 2005-06
- メンドーサ州選手権 (8) : 1944, 1947, 1950, 1951, 1954, 1968, 1989, 1990
- トルネオ・アルヘンティーノC (1) : 1994

## 過去の成績
| シーズン | シーズン       | ディビジョン            | 順位 | 勝ち点 | 備考                                     |
| -------- | -------------- | ----------------------- | ---- | ------ | ---------------------------------------- |
| 2006–07  | アペルトゥーラ | プリメーラ              | 18   | 17     |                                          |
| 2006–07  | クラウスーラ   | プリメーラ              | 10   | 25     | 昇降格プレーオフの末にプリメーラB降格    |
| 2007–08  | 通算           | プリメーラB・ナシオナル | 2    | ??     | プリメーラに自動昇格                     |
| 2008–09  | アペルトゥーラ | プリメーラ              | 11   | 23     |                                          |
| 2008–09  | クラウスーラ   | プリメーラ              | 9    | 26     |                                          |
| 2009–10  | アペルトゥーラ | プリメーラ              | 17   | 16     |                                          |
| 2009–10  | クラウスーラ   | プリメーラ              | 3    | 37     |                                          |
| 2010–11  | アペルトゥーラ | プリメーラ              | 5    | 29     |                                          |
| 2010–11  | クラウスーラ   | プリメーラ              | 3    | 34     | コパ・リベルタドーレスグループリーグ敗退 |
| 2011–12  | アペルトゥーラ | プリメーラ              | 12   | 24     | コパ・スダメリカーナベスト16             |
| 2011–12  | クラウスーラ   | プリメーラ              | 18   | 14     | コパ・リベルタドーレスグループリーグ敗退 |
| 2012–13  | イニシアル     | プリメーラ              | 14   | 20     |                                          |
| 2012–13  | フィナール     | プリメーラ              | 7    | 29     |                                          |
| 2013–14  | イニシアル     | プリメーラ              | 14   | 20     |                                          |
| 2013–14  | フィナール     | プリメーラ              |      |        |                                          |

## 現所属メンバー
2022年9月11日現在
注：選手の国籍表記はFIFAの定めた代表資格ルールに基づく。
| No. | Pos. |              | 選手名                 |
| --- | ---- | ------------ | ---------------------- |
| 2   | DF   | アルゼンチン | ピエル・バリオス       |
| 3   | DF   | アルゼンチン | エリアス・ペレイラ     |
| 5   | MF   | アルゼンチン | ネルソン・アセベド     |
| 7   | FW   | ウルグアイ   | エンソ・ラローサ       |
| 8   | MF   | アルゼンチン | ルシアーノ・ピサーロ   |
| 9   | FW   | アルゼンチン | トマス・バダローニ     |
| 10  | MF   | アルゼンチン | バレンティン・ブルゴア |
| 12  | GK   | パラグアイ   | フアン・エスピノラ     |
| 13  | DF   | パラグアイ   | ホセ・カナーレ         |
| 15  | DF   | ウルグアイ   | フアン・ピンタード     |
| 16  | MF   | アルゼンチン | マティアス・ラミレス   |
| 17  | FW   | アルゼンチン | タデオ・アジェンデ     |
| 19  | MF   | アルゼンチン | マヌエル・ジャーノ     |
| 20  | FW   | ウルグアイ   | サロモン・ロドリゲス   |
| 22  | DF   | アルゼンチン | ジャンルカ・フェラーリ |

| No. | Pos. |                | 選手名                     |
| --- | ---- | -------------- | -------------------------- |
| 23  | FW   | アルゼンチン   | クリスティアン・チャベス   |
| 24  | DF   | アルゼンチン   | ギジェルモ・オルティス     |
| 25  | DF   | アルゼンチン   | ネストル・ブレイテンブルク |
| 26  | FW   | アルゼンチン   | ナウエル・カイネッリ       |
| 27  | MF   | アルゼンチン   | トマス・カストロ・ポンセ   |
| 28  | MF   | アルゼンチン   | エリアス・ロペス           |
| 30  | MF   | アルゼンチン   | フアン・アンドラーダ       |
| 31  | DF   | アルゼンチン   | フランコ・ネグリ           |
| 32  | MF   | アルゼンチン   | ゴンサロ・アブレゴ         |
| 35  | GK   | アメリカ合衆国 | マティアス・ソリア         |
| 36  | MF   | アルゼンチン   | ブルーノ・レジェス         |
| 39  | FW   | ウルグアイ     | サンティアゴ・パイバ       |
| 42  | MF   | アルゼンチン   | ガブリエル・ベガ           |
| 50  | GK   | アルゼンチン   | ディエゴ・ロドリゲス ()    |

## 歴代監督
- ルイス・マヌエル・ブランコ 2002
- ペドロ・トログリオ 2004
- フアン・マヌエル・ジョップ 2005.4-2007.6
- セルヒオ・バティスタ 2007.1-2007.9
- ディエゴ・コッカ 2008.10-2009.12
- エンソ・トロセーロ 2009.11-2009.12
- オマール・アサード 2010.1-2010.12
- ホルヘ・ダ・シルバ 2010.12-2011.12
- ネリー・プンピード 2011.12-2012.4
- オマール・アサード 2012.4-2012.11
- マルティン・パレルモ 2012.11-

## 歴代所属選手
- マルティン・アストゥディージョ 1995-1997
- ディエゴ・ポソ 1995-2005
- ルベン・パス 1996
- ファビアン・バスアルド 1997-1998
- オズバルド・ミランダ 2003
- エンソ・ペレス 2003-2007
- フランコ・ディ・サント 2005
- ホシマル・モスケラ 2005-2006
- ホセ・デバカ 2006
- ハイロ・カスティージョ 2008-2009, 2010
- ロベルト・ヒメネス 2009
- セバスティアン・ピント 2009
- フェデリコ・イグアイン 2009-2010
- ニコラス・サンチェス 2010-2014
- レアンドロ・グリミ 2012-2013, 2013-2014